# Gelan, Chongqing
Gelan (kinesiska: 葛兰) är en köping i sydvästra Kina. Den ligger i stadsdistriktet Changshou i storstadsområdet Chongqing, omkring 74 kilometer nordost om det centrala stadsdistriktet Yuzhong. Antalet invånare är 55 938. Befolkningen består av 27 621 kvinnor och 28 317 män. Barn under 15 år utgör 17,0 %, vuxna 15-64 år 69 %, och äldre över 65 år 12,0 %.